# Francis Lawrence
Francis Lawrence (26 de março de 1971) é um cineasta austríaco naturalizado americano. Antes de estrear como diretor de cinema, Lawrence era conhecido apenas por dirigir alguns videoclipes por exemplo, "Hands Clean" e "Precious Illusions" da Alanis Morissette, Pump It do Black Eyed Peas, Whenever, Wherever de Shakira, "I'm a Slave 4 U" e "Circus" de Britney Spears", "Sk8er Boi" de Avril Lavigne, "Buttons" das Pussycat Dolls, "Jenny From the Block" de Jennifer Lopez, "Bad Romance", de Lady Gaga e Run the World (Girls) de Beyoncé, Never be the same again de Melanie C. Seu primeiro filme foi Constantine (2005), seguido de mais três sucessos de bilheteria: I am Legend (2007), com Will Smith e Alice Braga. Água para Elefantes (2011), com Robert Pattinson e Reese Witherspoon. E  quatro dos cincos filmes da franquia Jogos Vorazes com Jennifer Lawrence, Josh Hutcherson e Liam Hemsworth.

## Filmografia
| Ano  | Título                                             | Distribuidor          |
| ---- | -------------------------------------------------- | --------------------- |
| 2005 | Constantine                                        | Warner Bros. Pictures |
| 2007 | I Am Legend                                        | Warner Bros. Pictures |
| 2011 | Water for Elephants                                | 20th Century Fox      |
| 2013 | The Hunger Games: Catching Fire                    | Lionsgate             |
| 2014 | The Hunger Games: Mockingjay – Part 1              | Lionsgate             |
| 2015 | The Hunger Games: Mockingjay – Part 2              | Lionsgate             |
| 2018 | Red Sparrow                                        | 20th Century Fox      |
| 2022 | Slumberland                                        | Netflix               |
| 2023 | The Hunger Games: The Ballad of Songbirds & Snakes | Lionsgate             |